# Bibliographie sur Olne
Cet article détaille la bibliographie de l'article sur le village d'Olne, en Belgique.

## Biologie

### Ouvrages de  références
- A. L. S. Lejeune, Flore des environs de Spa ou  distribution selon le système Linnaeus, 1811-1813
- M. Michel, Flore de Fraipont, Nessonvaux et de leurs environs, Verviers, 1877.
- R. Roncart, Quelques particularités de la Flore des environs de Verviers, Société Royale Sciences Liege, 3, 16  (3-4):4-28, 1931
- A. Visé, La Flore adventice de la  région de Verviers, Lejeunia, Revue de  Botanique 6 (6): 99-119, 1942
- H. Fonsny, Florule de Verviers et de ses  environs, 1885
- J. C. Winnand, Le chantoir de la Falise à Olne, L'électron, 3 : 87-88, 1970
- Jean  et Madeleine Moutschen-Dahmen, La grande mare de Hansez, Olne Chronique, Société Royale « Le Vieux-Liège », T.II, 72: 429-430, 1972
- Dominique Dauby, Olne Le charme d'un terroir du pays de Herve, Centre d’Éducation Permanente pour la Protection de la Nature, 1997

### Documents  spécifiques
- Chronique de la Société Royale « Le Vieux-Liège », Olnois, conservez le  site des Fosses!, Tome II, n° 74 :  445-446, 1973
- Chronique de la Société Royale « Le Vieux-Liège », La mare de Hansez, à Olne, est classée, Tome II,  n° 85 : 529, 1975
- Chronique de la Société Royale « Le Vieux-Liège », Olne : Le site des Fosses est classé!, Tome II, n° 89:  557-558, 1975

## Géographie

### Document  généraux
- Ministère des affaires wallonnes - Plan de secteur de Liège,  planche 42/7 au 1/25000e. Namur, 1979
- Ministère de la région wallonne - Plan de secteur de  Liège, planche 42/7 au 1/25000e. Namur, 1987
- Ortoplan - Trooz 42/7/4 -  Soumagne 42/7/2 - Pepinster 42/8/3 - Herve 42/8/1. -Walphot, Seraing, 1980

### Condition physique  fondamentale
- C. Bihot, Le Pays-de-Herve, Étude de  géographie humaine, Anvers, 1913
- P. Delwik, Le problème du remembrement au Pays-de-Herve, Bulletin Société Belge d’Étude Géographique 22, 47-56, 1953
- A. Lequarré, Comparaison entre les régions géo-morphologiques différentes de l'Est du Pays-de-Herve, Séminaire de Géographie de l'Université de Liège, 1966

### Paysage rural et structure  agricole
- J. Ruwet, L'agriculture et les classes  rurales au Pays-de-Herve sous l'ancien régime,  Paris, 1943
- L. Thirion, Contribution à l'étude du paysage rural au Pays-de-Herve, Travaux du Séminaire de Géographie, l'Ulg, 84, 1947

## Architecture
- F. Peters, Soiron, un village du Pays-de-Herve, Ministère de la Culture Française, 1976
- H. Bacquelaine, Approche géographique de la région d'Olne, Liège, Inst. Sup. d'Architecture de la ville de Liège, 1977
- Institut Supérieur de la Ville de Liège, Étude formelle du  site d'Olne, Atelier d'Étude des Formes, Liège, 1977
- C. Christians, B. Dumont, B. Fetweis, , L-F Genicot, J. Lechanteur, A. Meunier, A. Piret, M. Pirotte, A. Poletti, P. Servais, F. Spelier, B. Vauchel, P. Weber, L. Wintgens, Pays-de-Herve, in Collection Architecture Rurale de Wallonie, Édition Mardaga, 1987
- A. Puters, L'architecture privée dans la région verviétoise des origines au XVIe siècle, Bulletin Société Architecture et Historique, Verviers, 1942
- A. Puters, La Renaissance mosane, Bulletin Société Architecture et Historique, Verviers, 1950
- A. Puters, Le style Louis XIII, Bulletin Société Architecture et Historique, Verviers, 1957
- A. Puters, Le style Louis XIV, Bulletin Société Architecture et Historique, Verviers, 1961
- A. Puters, Les styles Régence et Louis XV, Bulletin Société Architecture et Historique, Verviers, 1965
- A. Puters, Le style Louis XVI, Bulletin Société Architecture et Historique, Verviers, 1968

## Géologie
- H. Forir, Carte géologique au 1/40000e, Institut de Géologie de l'Université de Liège, 1898
- P. Fourmarier, Partie méridionale du bassin houiller du Pays de Herve, Annales Société Géologique de Bel, 49,  32-47, 1910
- P. Fourmarier, Observations sur la tectonique du houiller du Pays de Herve, Annales Société Géologique de Bel, 49, 32-47, 1926
- E. Humblet, Quelques observations sur le synclinal de Saint-Hadelin, Annales Société Géologique de Bel, 65, 161-172, 1942
- J.-M. Graulich, Le massif de Saint-Hadelin, Min. des Affaires Économiques, Serv. Géologique Belgique, Professional paper n°5, 1976

## Pédologie
- I.R.S.I.A., Carte pédologique au 1/20000e de la Belgique, Fléron, 1962
- P. Pahaut, Texte explicatif de la planchette de Fléron 135W, Centre de cartographie des sols, Gand, 1963

## Sources  historiques  imprimées
- C. Quix, Geschichte der Stadt Aachen, Codex diplomaticus, Tome 1-2, Aachen, 1840-1841
- Momumenta Germaniae historica, Diploma, t.3, Hanovre, 1900-1903
- J. Cuvelier, Cartulaire de l'abbaye du Val-Benoît, Commission Royale d'histoire, Bruxelles, l906
- J. Halkin, C. Roland, Chartes de l'abbaye Stavelot-Malmedy, Commission  Royale Historique, Tome 1, Bruxelles LXXVI, 1909
- K. J. TH. Janssen de Limpens, Rechtsbronnen van het hertogdom Limburg en de Landen van Overmaze, (Werken  der stichting tot uitgaf der bronnen van het oud  vaderlandse recht, n°1), Kemink en Zoom, Bussum,  CXCIV, 1977

## Travaux  historiques

### Monographies sur Olne
- J. Stouren (Curé d'Olne du 22 mars 1885 au 17 octobre 1900), Histoire du ban d'Olne, Bulletin Société d'Art et d'Histoire du  Diocèse de Liège, tome 7, pp.108-302, 1892
- La Belgique Martyre - Les atrocités Allemandes dans les environs de Verviers, Ed Ch. Vinche, Verviers, 1918
- C. Hennuy, Histoire du Ban d'Olne, Éd. Jespers, Verviers, 1938
- A. Halleux, Saint-Hadelin (Olne) Histoire de la paroisse, Liège, 1953
- R. Demoulin, Connais-tu Olne?, 1960
- A. Teller, L'église Saint-Sébastien à Olne, 1981
- M.& F. Frisée, Olnoiseries, 1982
- H. Limet, Histoire d'Olne, Les faits et les gens, Liège, éd. G. Thone, 1981
- H. Limet, Histoire d'Olne, Les faits et les gens (nouvelle édition complétée), Liège, Éd. G.  Thone, 1995
- Jean-Jacques Bolly, Charles Christians, Bruno Dumont, Étienne Hélin, Paul Joiris, René Leboutte et Jean et Madeleine Moutschen-Dahmen, Visages d'Olne : Son village, ses hameaux, Olne, Édition de la Commune d'Olne, 2006, 288 p., D/2006/11.092/1
- Ph. Dimbourg, Olne, Saint-Hadelin, pour tout savoir ... ou presque, Clap Éditions, 2009

#### Les origines d'Olne et la  période  médiévale
- J. Brassinne, Les paroisses de l'ancien concile Saint-Remacle, Bulletin de la  Société d'Art et d'Historique. Lg, 14, pp. 267-352, 1903
- R. Forgeur, Notes sur la Paroisse d'Olne, Leodium, Tome 55
- A. Galand, Soumagne et Olne, Leodium, Tome l2, pp 18-22, 1913
- L. Thiry, Histoire de l'ancienne seigneurie et commune d'Aywaille, Tome 3, Liège, Éd. L. Gothier, 1940
- H. Hans, Histoire de la paroisse de Soumagne, Dison, Éd. J.J. Jespers-Gregoire, 1958
- M. Josse, Le domaine de Jupille, des origines à 1287, Pro Civitate coll. Histoire, série in 8°, n°14, 1966
- G. Hansotte, La principauté de  Stavelot Malmédy à la fin de l'Ancien Régime, Carte de la principauté en 1789, dénombrement des maisons, des chevaux et des  bestiaux vers 1750, (Commission Royale d'Histoire), Bruxelles, 1973
- Christophe de Fossa, Le Journal de Pierre Lecerf (1693-1695) - Un bourgmestre d'Olne au temps de la  guerre de la ligue d'Augsbourg, Bulletin de la  Société Verviétoise d'Archéologie de d'Histoire, Volume LXIV, p.115-127, Ed Lelotte Dison, 1984 (En Annexe, Liste des Bourgmestres d'Olne du XVIe au XVIIIe siècle)

#### Sur la période des  Temps Modernes

##### Contexte  régional.
- A. de Ryckel, Les fiefs du comté de Dalhem, Bulletin Société d'Art et d'Historique du Diocèse de Liège, Tome  17, pp. 271-384, 1908
- J. Ceyssens, Les bans, seigneuries laïques et al du pays de Dalhem au XVe siècle, Liège, 1929
- M. Graindor, L'avouerie et les anciens seigneurs de Soiron, Archives verviétoises, t.10, Verviers, 1968
- J. Detro, Dalhem: Le « comté », s.l.n.d, 1980

##### Contexte  politique
- Simon Pierre Ernst, Histoire du Limbourg : suivie de celle des comtés de Daelhem et de Faulquemont, vol. 1, Imprimerie Redouté,  Collardin, Liège, 1837, 416 p.
- C. Casier et L.C. Crahay, Coutumes du Duché de Limbourg et al, Bruxelles, Commission Royale des Anc. Lois et Ord. Bel., 1889
- H. Laurent et F. Quicke, Les Origines de l’État bourguignon. De la Maison de  Bourgogne aux Duchés de Brabant et de Limbourg (1383-1407) : Première partie jusqu'à  l'acquisition du Duché de Limbourg et des  terres d'Outre-Meuse (1383-1396), t. 41, Bruxelles, Académie  Royale de Belgique. Classe des Lettres. Mémoire  Coll. in 8°, 1939
- Arthur Minder, Le Duché de Limbourg et la  révolution brabançonne, Pepinster, Impr.  A. Thoumsin, 1948, 244 p.
- Jacques Thielens, Les assemblées  d'États du Duché et des pays d'Outre-Meuse au XVIIe siècle, t. 43, Anciens établissements Godenne, 1968, 150 p.
- J. A. K. Haas, De verdeling van de  landen van Overmaas, 1644-1662 : Territoriale  desintegratie van een betwist gebied, Maaslande  monografiën, vol. XXVII, t. 27, Assen, Van Gorcum, 1978, 338 p.

##### Contexte  économique et social
- J. Ruwet, L'agriculture et les Classes rurales au Pays de Herve sous l'Ancien Régime, Bibliothèque de la Faculté de Philosophie et Lettres de l'Université de Liège, fasc.100, Liège, Paris, 1943
- E. Hélin, Croissance démographique et transformation des campagnes, Chênée, Olne et Gemmenich aux XVIIIe et XIXe siècles,  Cinq études de démographie locale, XVIIe, XIXe siècles, Pro Civitate, Coll. Historique., s. 8°, n°2, 1963

##### Contexte  religieux
- E. Hubert, Les églises protestantes du Duché de Limbourg pendant le XVIIIe siècle, Étude d'histoire politique et religieuse, Acad. Royale Bel. Classe des Lettres,  Mém., Nouvelle Série, Collec. in  4°, t.4, Bxl, 1908
- Pierre Guerrin, Échos de la Vie passée dans les doyennés de Soumagne, Fléron et Chênée, Cercle Historique de Fléron, 1976

##### Ouvrages généraux
- J. C. Winnand, Le chantoir de la Falise à Olne, L'électron, 3 : 87-88, 1970

##### Cartes  anciennes
- Cassini, Carte manuscrite de la rive droite de la Vallée de la Vesdre par les ingénieurs géographes français avec la collaboration de Cassini, 1745-1748, Vincennes, Archives de la Guerre. 4.6. B 36 à  42, feuille F. in Étienne Helin, Lemoine Isabeau Claire, Bruxelles, Crédit communal, 1980
- Soupire, Carte manuscrite de la rive droite de la Vallée de la Vesdre, attribuée aux ingénieurs géographes français en 1749,  Moitié ouest de la Planche II du  « Mémoire détaillé du païs de Limbourg », Paris Arsenal, ms. 4748., in Étienne Helin, Lemoine Isabeau Claire, Bruxelles, Crédit communal, 1980
- Ferraris, Carte manuscrite de la rive droite de la Vallée de la Vesdre, Carte de Cabinet des Pays-Bas autrichiens levée à  l'initiative du conte de Ferraris, 1771-1778, Bibliothèque Royale de Belgique 192, B 15, 2 et  4, Bruxelles, Pro Civitate, Crédit Communal, 1965
- J. B. de Harenne (chevalier), Le château et les seigneurs de La-Rochette - La Seigneurie de La Rochette et L'Avouerie de Fléron en 1620, dans Bulletin de  l'Institut Archéologique Liégeois, Tome  22, page 26, Planche 1

#### Ouvrages  historiques
- Chevalier J.B. de Harenne, Le château de La Rochette et ses seigneurs, avoués héréditaires de Fléron, Liège, Imprimerie de Thier, 1891
- J. Stouren, Histoire du ban d'Olne, Bulletin Société d'Art et d'Histoire du Diocèse de Liège, Tome 7, pp. 108-302, 1892
- J. Peuteman, Promenade à Soiron, Verviers, 1902
- M. Graindor, À travers le passé de Soiron, Cornesse, Goffontaine, Xhendelesse, Dison, 1953
- H. Hans, Histoire de la paroisse de Soumagne, Dison, éd. J.J.Jespers-Gregoire, 1958
- M. Graindor, La vie quotidienne à Soiron au temps jadis, Soiron, 1964
- M. Graindor, Soiron, Causerie sur l'Histoire de l'ancien ban et de l'ancienne paroisse de Soiron, 1964
- M. Graindor, Si Soiron m'était conté, Soiron, 1970
- M. Graindor, Histoire du château de Sclassin et de ses Seigneurs, Verviers, 1973
- M. Graindor, Soiron à travers les âges, éd. des amis du ban de Soiron, Soiron, 1974
- J. Mornard, Valeur des terres et des rentes foncières, Bulletin Cercle Historique de Fléron, 1982
- J. Mornard, Monaies, poids et mesures, Cercle  Historique de Fléron, 1982

#### Documents  toponymiques
- J. Lejeune, Toponymie de Magnée, Cercle Historique de Fléron, 1902
- J. Lejeune, Toponymie de Fraipont, Cercle Historique de Fléron, 1906
- J. Lejeune, Toponymie d'Ayeneux, Cercle Historique de Fléron, 1908
- J. Lejeune, Toponymie de Fléron, Cercle Historique de Fléron, 1910
- J. Lejeune, Toponymie de Forêt, Cercle Historique de Fléron, 1912
- J. Lejeune, Toponymie de Micheroux, Cercle Historique de Fléron, 1914
- J. Feller, Toponymie de Petit Rechain, Bulletin Société Architecture et Historique, Verviers, 1921
- J. Feller, Toponymie de Grand-Rechain, Bulletin Société Architecture et Historique, Verviers, 1931
- J. Feller, Toponymie de Wegnez, Bulletin Société Architecture et Historique, Verviers, 1931
- J. Feller, Toponymie de Lambermont, Bulletin Société Architecture et Historique, Verviers, 1931
- A. Baguette, Toponymie de Boland, Bulletin Inst. Architecture Lg; 65, 1945
- M. Graindor, Soiron et ses Seigneur, Toponymie du ban de Soiron, Olne, 1967
- J. Mornard, J. Lechanteur, Toponymie de Retine, Bulletin Cercle Historique de Fléron, 1982
- L. Remacle, Toponymie de Lierneux, Commission Royale Toponymie et Dialectologie Section Wallonne, 1990
- M. Willems, G. Abraham, Toponymie de Saive, Commission Royale Toponymie et Dialectologie Section Wallonne, 1991
- L. Remacle, Toponymie de La Gleise, Commission Royale Toponymie et Dialectologie Section Wallonne, 1992
- A. Baguette, Toponymie de Battice, Commission Royale Toponymie et Dialectologie Section Wallonne, 1992
- A. Baguette, Toponymie de Thimister, Commission Royale Toponymie et Dialectologie Section Wallonne, 1993
- A. Baguette, Toponymie de Chaineux, Commission Royale Toponymie et Dialectologie Section Wallonne, 1994

#### Ouvrages toponymique
- J. Feller, Origine de quelques noms de lieux verviertois, Bulletin Société Architecture et Historique, Verviers, 1913
- E. Renard, Glanures toponymiques, Commission Royale Toponymie et Dialectologie Section Wallonne XIV, 1940
- F. Robert, La Magne (?) affluent de la Vesdre, Bulletin de la Société Royale « Le vieux Liège », Tome V, 126, 246, 1959
- R. Toussaint, Le type aune en wallonie, Commission Royale Toponymie et Dialectologie Section Wallonne, 1992

#### Documents  spécifiques
- Grand Calendrier de Hervé, Collection Ulysse Capitaine, Liège, 1792-1794
- J. Daris, Notes historiques sur Olne, Notices historiques, Tome 8, Liège, 1877
- Abbé Galland, Soumagne et Olne, Léodium, XI, 18-22, 1912
- P. Jaspar, Le Pays de Herve et le château d'Olne, La Vie Wallonne, Tome 9, 5-25, 1926
- J. Goffard, La chapelle de Saint Hadelin, Bulletin du Cercle Historique de Fléron, juin 1985
- J. Goffard, Accidents mortels dans les  paroisses d'Olne de 1554 à 1822, Bulletin du Cercle Historique de Fléron, juin 1985
- J. Goffard, Le payage à la  barrière de Soumagne, Bulletin du Cercle Historique de Fléron, mars 1987
- J. Goffard, Documents nouveaux sur la  chapelle de Saint-Hadelin, Bulletin du Cercle Historique de Fléron, mars 1987
- J. Goffard, Le payage d'Ayeneux sur la  chaussée de Verviers, Bulletin du Cercle Historique de Fléron, septembre 1987
- J. Goffard, Recherche et condamnation de faux monayeurs à Retine et à Olne, Bulletin  du Cercle Historique de Fléron, septembre 1987
- J. Goffard, La communauté de Vaux-sous-Olne et Nessonvaux de 1790 à 1794, Bulletin du Cercle Historique de Fléron, juin 1989
- J. Goffard, Les moulins de la vallée de la Magne, Bulletin du Cercle Historique de Fléron, mars 1989